# Аеродром Ријад
Аеродром „Краљ Халид” Ријад (арап. مطار الملك خالد الدولي / Maṭār al-Malik Khālid al-Duwaliyy) је међународни аеродром главног града Саудијске Арабије, Ријада, у средишњем делу државе. Он је смештен 35 km северно од средишта града. 
Талински аеродром је авио-чвориште за неколико авио-превозника: „Ријад Ер”, „Саудија”, „Флајдил” и „Флинас”. 
Аеродром у Ријаду је једна од најпрометнији ваздушних лука на Блиском Истоку, док је у Саудијској Арабији други по промету, после аеродрома у Џеди. 2024. године кроз овај аеродром у је прошло 37 милиона путника.